# Dev Gore
Dev Gore (Oklahoma City, Oklahoma, 31 juli 1997) is een Amerikaans autocoureur.

## Carrière
Gore begon zijn autosportcarrière in het karting op de relatief late leeftijd van 18 jaar in 2015. Hij nam hierin deel aan de Florida Winter Tour en de DD2-klasse van de Rotax Grand Nationals. In 2016 stapte hij over naar de US DD2 National en de US Open DD2, waarin hij tot kampioen werd gekroond.
In 2017 maakte Gore de overstap naar het formuleracing, waarin hij deelnam aan de U.S. F2000 bij het team Exclusive Autosport. Zijn beste klasseringen gedurende het seizoen waren twee tiende plaatsen op het Stratencircuit Toronto en de Mid-Ohio Sports Car Course. Met 94 punten werd hij zodoende dertiende in het kampioenschap. Verder nam hij deel aan vijf races van de Formula 1600 Super Series en drie races van de Toyo Tires F1600 Championship Series, waarin hij respectievelijk twaalfde en achttiende in het klassement werd.
In 2018 maakte Gore de overstap naar Europa, waar hij deelnam aan de Euroformula Open voor het team Carlin Motorsport. Hij nam enkel deel aan de laatste vier raceweekenden van het seizoen. Hij eindigde viermaal in de top 10, met een negende plaats op het Autodromo Nazionale Monza als beste resultaat. Met 11 punten werd hij zeventiende in de eindstand.
In 2019 begon Gore het seizoen in de Toyota Racing Series, waarin hij uitkwam voor het team Giles Motorsport. Hij behaalde zijn beste klassering met een vierde plaats op het Hampton Downs Motorsport Park, maar wist in de rest van het seizoen slechts driemaal in de top 10 te finishen. Met 109 punten werd hij dertiende in het eindklassement. Vervolgens nam hij deel aan de eerste drie races van de Pro-klasse van de Blancpain GT Series Endurance Cup bij het team Strakka Racing, waar hij een Mercedes-AMG GT3 deelde met Lewis Williamson en Jack Hawksworth in de eerste twee races en met Williamson en David Fumanelli in de derde race. Hij scoorde enkel punten met een vijfde plaats op Silverstone en eindigde met 10 punten op plaats 23 in het kampioenschap.
In 2020 reed Gore, mede vanwege de coronapandemie, geen enkele race, maar in 2021 keert hij terug in de autosport met zijn deelname in de Deutsche Tourenwagen-Masters bij het Team Rosberg in een Audi R8 LMS Evo.